# مجارب المرح (شرس)

تعديل مصدري - تعديل

مجارب المرح هي إحدى قرى عزلة شرس الاعلى بمديرية شرس التابعة لمحافظة حجة، بلغ تعداد سكانها 137 نسمة حسب تعداد اليمن لعام 2004.